# Blåeldssorgmal
Blåeldssorgmal, Ethmia bipunctella är en fjärilsart som först beskrevs av Johan Christian Fabricius 1775.  Blåeldssorgmal ingår i släktet Ethmia, och familjen Ethmiidae. Arten är reproducerande i Sverige. Inga underarter finns listade i Catalogue of Life.

## Bildgalleri

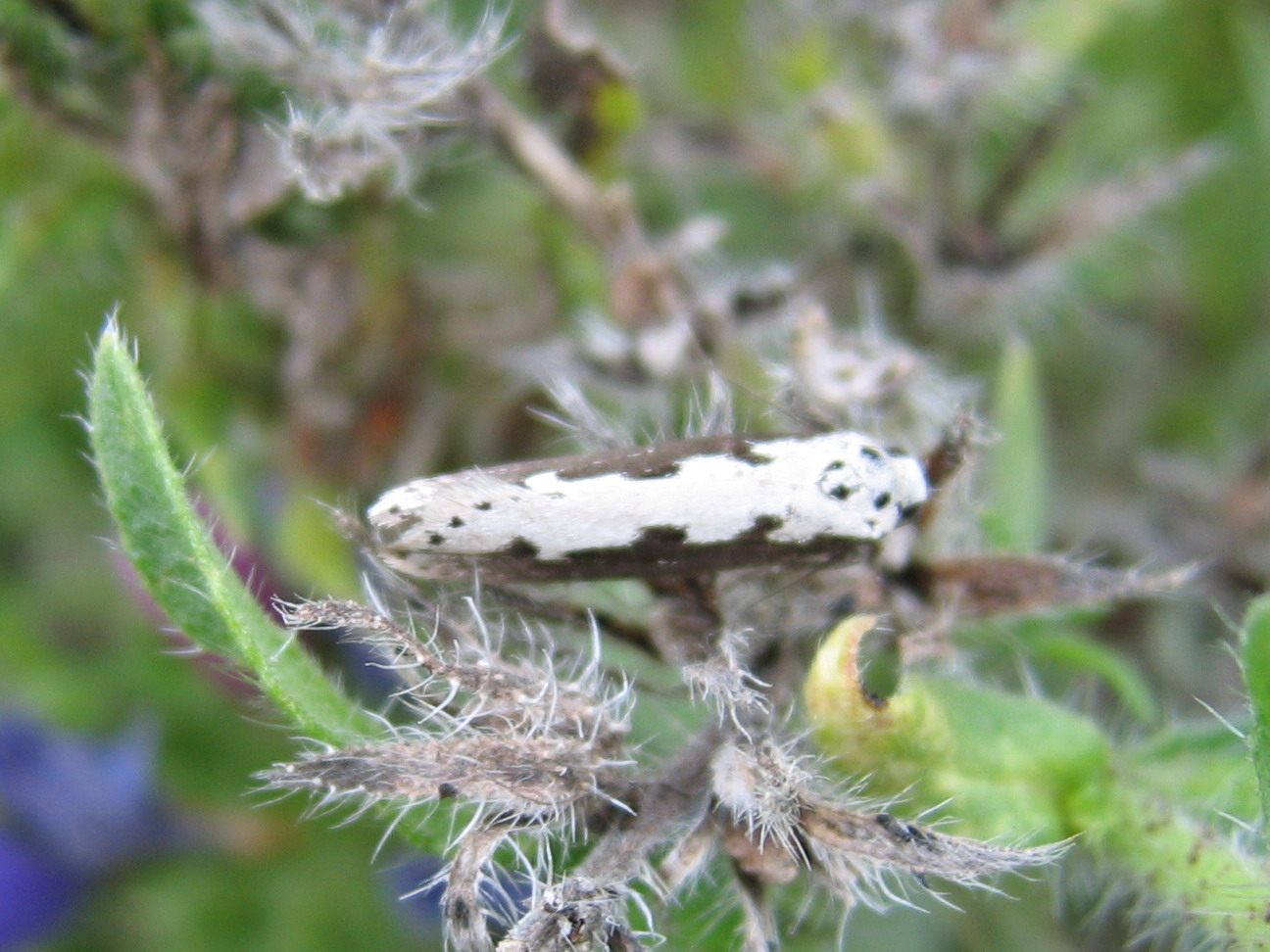
Imago fjäril
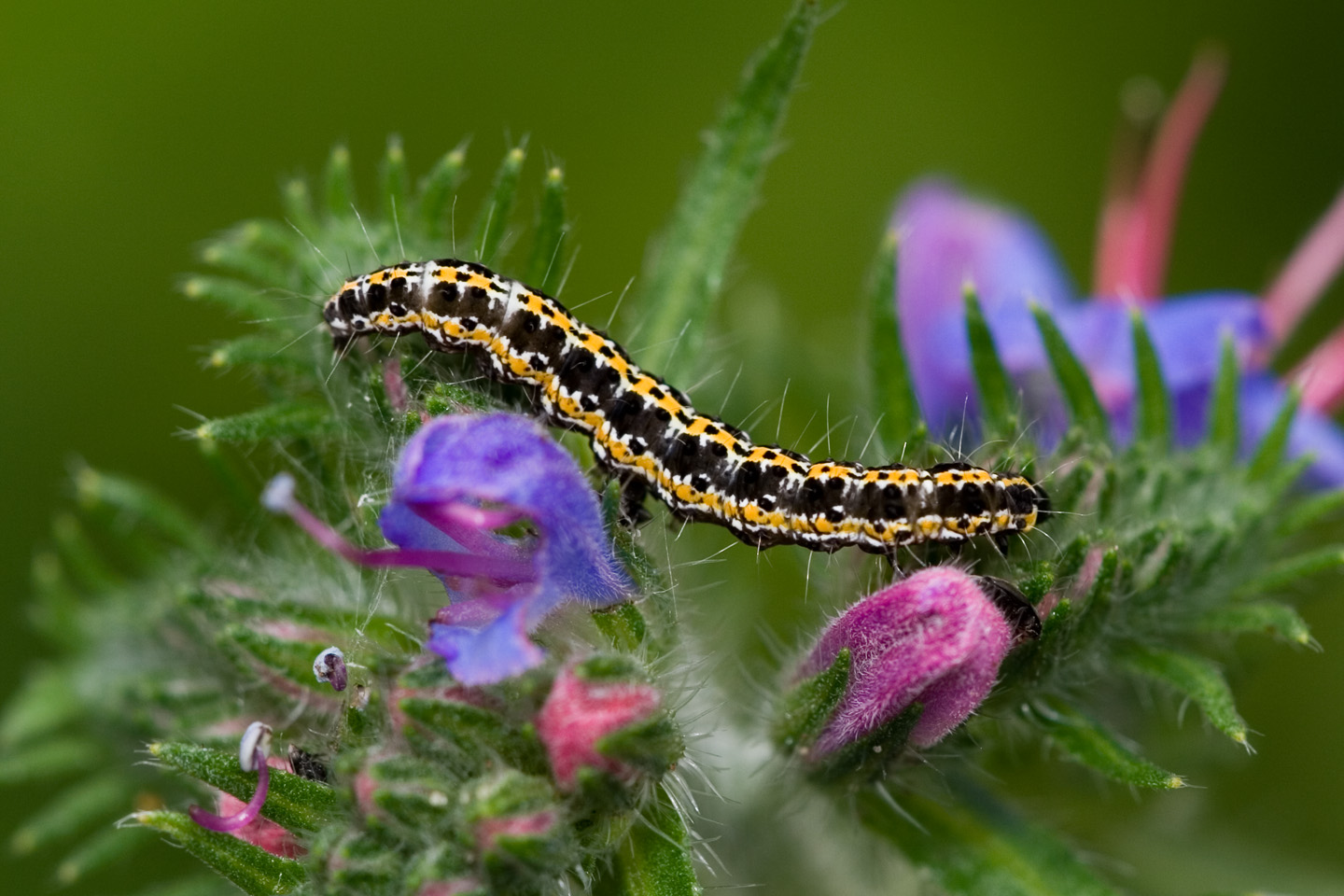
Larv på blåeld (Echium vulgare)
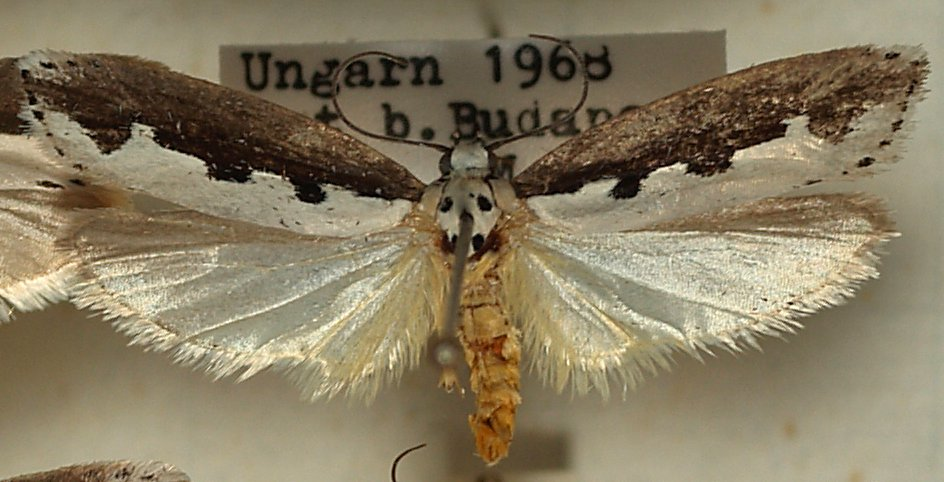
Preparerad fjäril